# Esqui estilo livre nos Jogos Olímpicos de Inverno de 2014 - Aerials feminino
O evento de aerials feminino do esqui estilo livre nos Jogos Olímpicos de Inverno de 2014 ocorreu no dia 14 de fevereiro no Parque Extreme Rosa Khutor, na Clareira Vermelha em Sóchi.

## Medalhistas
| Ouro   | BLR Alla Tsuper   |
| Prata  | CHN Xu Mengtao    |
| Bronze | AUS Lydia Lassila |

## Programação
Horário local (UTC+4).
| Data            | Horário | Evento         |
| --------------- | ------- | -------------- |
| 14 de fevereiro | 17:45   | Qualificação 1 |
| 14 de fevereiro | 18:30   | Qualificação 2 |
| 14 de fevereiro | 21:30   | Final          |

## Resultados

### Qualificação 1
| Pos. | Bib | Atleta                     | Pontos | Notas |
| ---- | --- | -------------------------- | ------ | ----- |
| 1    | 8   | USA Ashley Caldwell        | 101.25 | Q     |
| 2    | 1   | CHN Li Nina                | 86.71  | Q     |
| 3    | 6   | AUS Danielle Scott         | 85.36  | Q     |
| 4    | 5   | CHN Cheng Shuang           | 83.19  | Q     |
| 5    | 7   | USA Emily Cook             | 80.01  | Q     |
| 6    | 17  | RUS Assoli Slivets         | 78.40  | Q     |
| 7    | 12  | AUS Samantha Wells         | 78.12  |       |
| 8    | 20  | RUS Aleksandra Orlova      | 76.27  |       |
| 9    | 19  | KAZ Zhanbota Aldabergenova | 74.82  |       |
| 10   | 16  | RUS Veronika Korsunova     | 72.50  |       |
| 11   | 3   | CHN Xu Mengtao             | 71.44  |       |
| 12   | 24  | UKR Olga Polyuk            | 70.76  |       |
| 13   | 9   | AUS Laura Peel             | 67.68  |       |
| 14   | 13  | BLR Alla Tsuper            | 66.15  |       |
| 15   | 4   | AUS Lydia Lassila          | 66.12  |       |
| 16   | 28  | KAZ Zhibek Arapbayeva      | 63.44  |       |
| 17   | 2   | CHN Zhang Xin              | 60.98  |       |
| 18   | 21  | UKR Anastasiya Novosad     | 56.84  |       |
| 19   | 26  | UKR Nadiya Mokhnatska      | 52.44  |       |
| 20   | 30  | BRA Joselane Santos        | 49.60  |       |
| 21   | 18  | SUI Tanja Schaerer         | 48.72  |       |
| 22   | 27  | BLR Hanna Huskova          | 44.08  |       |
|      | 29  | UKR Nadiya Didenko         | DNS    |       |

### Qualificação 2
| Pos. | Bib | Atleta                     | Pontos | Notas |
| ---- | --- | -------------------------- | ------ | ----- |
| 1    | 4   | AUS Lydia Lassila          | 90.65  | Q     |
| 2    | 3   | CHN Xu Mengtao             | 87.15  | Q     |
| 3    | 9   | AUS Laura Peel             | 85.99  | Q     |
| 4    | 16  | RUS Veronika Korsunova     | 81.58  | Q     |
| 5    | 19  | KAZ Zhanbota Aldabergenova | 78.12  | Q     |
| 6    | 13  | BLR Alla Tsuper            | 77.52  | Q     |
| 7    | 2   | CHN Zhang Xin              | 77.49  |       |
| 8    | 18  | SUI Tanja Schaerer         | 77.17  |       |
| 9    | 24  | UKR Olga Polyuk            | 74.97  |       |
| 10   | 21  | UKR Anastasiya Novosad     | 74.34  |       |
| 11   | 26  | UKR Nadiya Mokhnatska      | 69.31  |       |
| 12   | 12  | AUS Samantha Wells         | 67.13  |       |
| 13   | 28  | KAZ Zhibek Arapbayeva      | 58.87  |       |
| 14   | 20  | RUS Aleksandra Orlova      | 55.75  |       |
| 15   | 27  | BLR Hanna Huskova          | 52.60  |       |
| 16   | 30  | BRA Joselane Santos        | 48.17  |       |
|      | 29  | UKR Nadiya Didenko         | DNS    |       |

### Final
| Pos.              | Bib | Atleta                     | 1ª rodada | Pos. | 2ª rodada   | Pos.        | 3ª rodada   | Pos.        |
| ----------------- | --- | -------------------------- | --------- | ---- | ----------- | ----------- | ----------- | ----------- |
| Medalha de ouro   | 13  | BLR Alla Tsuper            | 99.18     | 1    | 88.50       | 4           | 98.01       | 1           |
| Medalha de prata  | 3   | CHN Xu Mengtao             | 90.65     | 3    | 101.08      | 1           | 83.50       | 2           |
| Medalha de bronze | 4   | AUS Lydia Lassila          | 95.76     | 2    | 99.22       | 2           | 72.12       | 3           |
| 4                 | 1   | CHN Li Nina                | 90.24     | 4    | 89.53       | 3           | 46.02       | 4           |
| 5                 | 5   | CHN Cheng Shuang           | 80.01     | 7    | 87.42       | 5           | Não avançou | Não avançou |
| 6                 | 19  | KAZ Zhanbota Aldabergenova | 76.23     | 8    | 68.44       | 6           | Não avançou | Não avançou |
| 7                 | 9   | AUS Laura Peel             | 83.79     | 5    | 64.50       | 7           | Não avançou | Não avançou |
| 8                 | 7   | USA Emily Cook             | 82.21     | 6    | 64.50       | 8           | Não avançou | Não avançou |
| 9                 | 6   | AUS Danielle Scott         | 76.23     | 9    | Não avançou | Não avançou | Não avançou | Não avançou |
| 10                | 8   | USA Ashley Caldwell        | 72.80     | 10   | Não avançou | Não avançou | Não avançou | Não avançou |
| 11                | 16  | RUS Veronika Korsunova     | 68.35     | 11   | Não avançou | Não avançou | Não avançou | Não avançou |
| 12                | 17  | RUS Assoli Slivets         | 62.30     | 12   | Não avançou | Não avançou | Não avançou | Não avançou |

Legenda
| Recorde mundial      | Recorde mundial (World record)               |                       | Recorde africano                      | Recorde africano (African) |                                           | Q | Classificado por posição (Qualified) |
| Recorde olímpico     | Recorde olímpico (Olympic record)            | Recorde da América    | Recorde da América (Americas)         | q                          | Classificado por melhor tempo (Qualified) |   |                                      |
| Melhor marca do ano  | Melhor marca do ano (World leading)          | Recorde asiático      | Recorde asiático (Asian)              | DNS                        | Não largou (Did not start)                |   |                                      |
| Recorde nacional     | Recorde nacional (National record)           | Recorde europeu       | Recorde europeu (European)            | DNF                        | Não terminou (Did not finish)             |   |                                      |
| Recorde pessoal      | Recorde pessoal do atleta (Personal best)    | Recorde da Oceania    | Recorde da Oceania (Oceania)          | DSQ / DQ                   | Desclassificado (Disqualified)            |   |                                      |
| Recorde da temporada | Recorde da temporada do atleta (Season best) | Recorde sul-americano | Recorde sul-americano (South America) | NM                         | Sem marca (No mark)                       |   |                                      |